# Palapa–A1
Palapa–A1 indonéz távközlési műholdprogram első eleme. A fejlődő országok közül az első, aki bevezette a modern távközlési technológiát.

## Küldetés
Feladata az Indonéz-szigetek belső hírkapcsolatát segíteni.

## Jellemzői
Gyártotta az amerikai Hughes Space and Communications Corporation (HSC), üzemeltette PT. Perumtel (Jakarta). Apró módosítások mellett megegyezett a kanadai Anik–1 űregységgel, azaz a HS-333 Hughes típussal.
Megnevezései: Palapa–1 (Jednot); Palapa A1; COSPAR: 1976-066A; Kódszáma: 9009.
1976. július 8-án a Floridából, a Kennedy Űrközpontból (KSC), az LC–17A (LC–Launch Complex) jelű indítóállványról egy Delta 2914-C (611/D125) hordozórakétával állították magas Föld körüli pálya (HEO = High-Earth Orbit). Az orbitális pályája 1438,76 perces, 10,32 fokos hajlásszögű, geostacionárius pálya perigeuma 35 821 kilométer, az apogeuma 35 865 kilométer volt.
Hengeres alakú, átmérője 1,90, teljes magassága (nyitott antennákkal) 3,41 méter, felszálló tömeg 574, műszereinek tömege 297 kg.  Parabolaantennájának átmérője 1,5 méter. Az űreszköz felületét napelemek borították (300 W), éjszakai (földárnyék) energiaellátását kémiai akkumulátorok biztosították. Tizenkét C -sávos tartományban dolgozott. Távközlési berendezései 6000 telefon összeköttetést és 12 televíziós műsorszórást biztosított. Üzemanyaga, gázfúvókáinak segítségével segítette a forgásstabilitást, és a szükséges pályakorrekciók végrehajtását.
1985 májusában beszüntette (kikapcsolták) szolgáltatását.